# Modello generale della circolazione oceanica

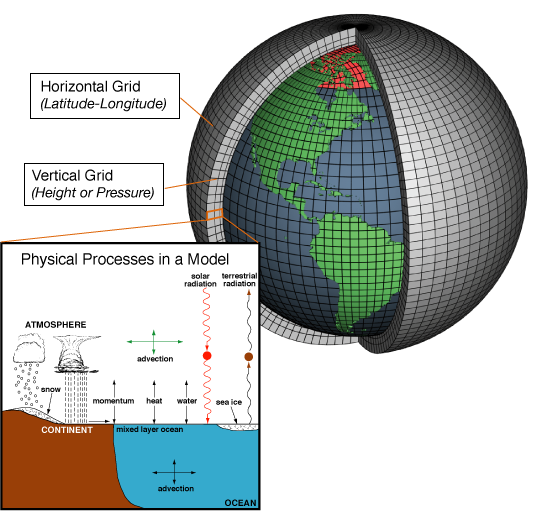
I modelli climatici sono sistemi di equazioni differenziali basati sulle leggi della fisica, dinamica dei fluidi e chimica. Per far funzionare un modello, la Terra viene suddivisa con una griglia tridimensionale, si applicano le equazioni base e si valutano i risultati. I modelli atmosferici calcolano i venti, il trasferimento termico, la radiazione solare, l'umidità relativa e l'idrologia di superficie entro ogni griglia e si valutano le interazioni con le celle confinanti.

In oceanografia e climatologia un modello generale della circolazione oceanica (abbreviato in OGCM, dall'acronimo della terminologia in inglese Ocean General Circulation Model) è un particolare tipo di modello generale della circolazione che descrive i processi fisici e termodinamici che avvengono negli oceani e che include tutti i maggiori parametri che influenzano la circolazione oceanica generale.
La circolazione oceanica generale è definita su scala spaziale e temporale superiore alla mesoscala, cioè dell'ordine dei 100 km e 6 mesi. Questi modelli descrivono gli oceani attraverso l'utilizzo di una griglia tridimensionale che include parametri termodinamici attivi; sono pertanto i più direttamente applicabili agli studi climatici e rappresentano perciò gli strumenti più avanzati attualmente disponibili per simulare la risposta del sistema oceanico globale alla crescente concentrazione di gas ad effetto serra.
È stata sviluppata una gerarchia di modelli OGCM che includono vari gradi di copertura spaziale, risoluzione, realismo geografico, processi e così via.

## Modelli integrati
I modelli generali atmosferici (AGCM) e oceanici (OGCM) possono essere accoppiati per formare un "Modello generale della circolazione accoppiato atmosfera-oceano" (CGCM o AOGCM). Con l'aggiunta di sub-modelli come il modello per il ghiaccio della banchisa o il  modello per l'evapotraspirazione sopra il terreno, gli AOGCM diventano la base per un modello completo del clima.
Gli AOGCM rappresentano il vertice della complessità nei modelli climatici e analizzano quanti più processi è possibile. Tuttavia sono ancora in fase di sviluppo e rimangono ancora alcune incertezze. Possono essere accoppiati a modelli di altri processi, come il ciclo del carbonio, per meglio modellizzare gli effetti di ritorno. Questi modelli integrati multisistema sono a volte chiamati "modelli del sistema Terra" o "modelli globali del clima".

## Sviluppo storico
La prima generazione di OGCM usava l'approssimazione del coperchio rigido per eliminare le onde di gravità esterne ad alta velocità. Infatti senza quelle onde molto rapide, si può utilizzare un lasso temporale più lungo senza impegnare eccessivamente le capacità di calcolo degli elaboratori. In questo modo venivano anche filtrate le maree oceaniche e le onde ad alta velocità degli tsunami. Con questi assunti furono sviluppati un modello 2D, poi un modello 3D a scatola e infine un modello di circolazione completa in licenza libera, includendo pure una densità variabile per gli oceani con una linea costiera e una topografia del fondale complesse.
La prima applicazione con una geometria globale specificata apparve nei primi anni 1970, e successivamente fu sviluppata una griglia di latitudine e longitudine con una maglia di 2 gradi che poteva accogliere fino a 12 livelli verticali ad ogni punto.
Con il procedere degli studi sui modelli oceanici, iniziò ad aumentare la comprensione dei fenomeni su mesoscala, trovando ad esempio che la maggior parte delle correnti oceaniche hanno dimensioni trasversali uguali al raggio di deformazione di Rossby. Per analizzare questi vortici e correnti con modelli numerici è richiesto l'utilizzo di griglie con spaziature di 20 km alle medie latitudini. L'impiego di calcolatori più veloci e la preliminare rimozione delle onde di gravità dalle equazioni, ha permesso di risolvere le correnti più importanti e i vortici a bassa frequenza con un modello quasi geostrofico a tre strati. Sono poi stati sviluppati modelli adiabatici che includono le onde interne di gravità e permettono così di trattare i problemi relativi alle onde costiere ed equatoriali, arrivando ad una prima comprensione dei fenomeni connessi a El Niño.
Verso la fine degli anni 1980, divenne finalmente possibile fare simulazioni utilizzando formulazioni GFDL in cui i vortici erano parzialmente risolti su domini molto estesi e si teneva conto dei venti effettivamente rilevati e dell'influenza dell'atmosfera sulla densità. Queste simulazioni avevano una risoluzione abbastanza elevata da riuscire a includere gli oceani meridionali al di sotto di 25° di latitudine, l'Atlantico del nord, e l'intera massa oceanica ad esclusione dell'Artico. Questo permise il primo confronto diretto con i dati osservativi.
Agli inizi degli anni 1990, le richieste per modelli su larga scala, che includessero anche i vortici e i problemi ausiliari delle modellazioni in 2D collegate con l'approssimazione del "coperchio rigido", stavano diventando troppo complesse per i computer dell'epoca. Per riuscire a prevedere gli effetti delle maree e confrontare la loro altezza con i dati rilevati dai satelliti, furono sviluppati metodi che predicessero direttamente l'altezza e la pressione della superficie oceanica. Uno di questi metodi consiste nel trattare la superficie libera e la velocità mediata verticalmente usando molti piccoli spostamenti temporali per ogni singolo passo del modello completo in 3D. 
Invece il metodo sviluppato al Los Alamos National Laboratory risolve le equazioni in 2D usando un metodo implicito per la superficie libera. Entrambi i metodi funzionano in modo efficiente.

## Importanza
I modelli generali della circolazione oceanica hanno molte applicazioni importanti: l'accoppiamento con l'atmosfera, il ghiaccio marino e il ruscellamento che assieme determinano i flussi ai contorni oceanici; la traspirazione dei materiali biogeochimici; l'interpretazione dei dati paleoclimatici; previsioni climatiche che tengano conto sia della variabilità naturale che di quella indotta da effetti antropogeni; gestione degli effetti della pesca e assimilazione dei dati.
Gli OGCM giocano un ruolo importante anche nei modelli climatici globali dove riescono a mantenere il bilancio termico durante il trasporto di energia dalle latitudini tropicali a quelle polari. Per analizzare il feedback tra l'oceano e l'atmosfera occorre un modello in grado di cogliere fin dall'inizio i cambiamenti climatici su diverse scale temporali, come la variabilità interannuale di El Niño  e la modifica potenziale degli schemi di trasporto del calore oceanico quale risultato dell'aumento dei gas ad effetto serra. Gli oceani sono una sorta di sistema fluido naturale sotto-campionato, per cui i modelli climatici oceanici permettono di colmare i dati mancanti e di migliorare la comprensione dei processi basilari e della loro interconnessione, come pure di interpretare le scarse osservazioni. Anche se è possibile usare modelli molto semplificati per stimare le reazioni climatiche, soltanto i modelli oceanici generali possono essere usati in congiunzione con il modello generale della circolazione atmosferica per stimare il cambiamento climatico globale.